# Nicolaus Olai Helsingius
Nicolaus Olai Helsingus, död 16 september 1585 i Strängnäs domkyrkoförsamling, Södermanlands län, var en svensk präst, biskop, och skolmästare.

## Meriter
Nicolaus Olai Helsingus, död 16 september 1585, begravd i Strängnäs domkyrka (Sv synodalakter ..., s 22). Inskriven vid universitet i Leipzig 1545, magisterexamen vid universitet i Wittenberg 11 febr 1550, skolmästare vid Strängnäs skola 1551, kyrkoherde i Gävle o prost i Gästrikland 1555, ordinarius över Norrland 9 juni 1557, biskop (ordinarius) i Strängnäs troligen sommaren 1563. Begravd i Strängnäs domkyrka.
Gift med Ingrid Olsdotter, som begravdes 19 januari 1612 av Laurentius Paulinus Gothus. Ingrid Olsdotter blev, efter makens död, omgift troligen våren 1587 med kyrkoherden Ericus Birgeri Uplandus i Överselö.

## Källa
- Riksarkivets presentation av Nicolaus Oali Helsingius